# Walter Gropius
Walter Adolph Georg Gropius (født 18. maj 1883 i Berlin, død 5. juli 1969 i Cambridge, Massachusetts) var en tysk arkitekt, der grundlagde Bauhaus-skolen. Gift med Alma Maria Schindler.
Sammen med Ludwig Mies van der Rohe og Le Corbusier anses Gropius som pionererne i moderne arkitektur.